# Enginyeria social
|  | Per a altres significats, vegeu «Enginyeria social (informàtica)». |

L'enginyeria social és la pràctica d'un govern o d'un grup privat que intenta de canviar el comportament i punts de vista dels ciutadans mitjançant la propaganda, influència en la cultura, o a través del sistema legal. Tot i que, en el sentit més ampli, es pot considerar que tots els govern fa enginyeria social sovint un terme utilitzat, normalment amb connotacions pejoratives, sobretot per sectors conservadors dels Estats Units i del Regne Unit, referint-se a sistemes de govern autoritari.